# Hermann Carl Vogel
Hermann Carl Vogel   (Leipzig, 3 d'abril de 1841 - Potsdam, 13 d'agost de 1907) va ser un astrònom alemany, un dels pioners en l'ús de l'espectroscopi en astronomia. Amb aquest instrument va analitzar l'atmosfera dels planetes del Sistema Solar, sent el primer a determinar el període de rotació del Sol usant el desplaçament Doppler. Mitjançant el mesurament del període dels desplaçaments Doppler de les components de l'estel Algol, va demostrar la hipòtesi de l'astrònom aficionat John Goodricke, que era un estel binari, convertint-se en el primer estel binari espectroscòpic conegut.

## Biografia
Vogel va néixer en 1841 a Leipzig. El seu pare va ser director de la Bürgerschulen unificada i fundador de la Realschule a Leipzig. Els seus germans van ser Eduard Vogel (1829-1856), explorador d'Àfrica i astrònom; Elise Polko (1823-1899), poeta i cantant i Julie Dohmke (1827-1913), escriptora, editora i traductora. En 1862, Vogel va començar els seus estudis en la Polytechnikum de Dresden i en 1863 va passar a la Universitat de Leipzig. En Leipzig va ser assistent de Karl Christian Bruhns i va participar en els mesuraments d'estels binaris realitzats per Friedrich Wilhelm Rudolf Engelmann.
Va obtenir un doctorat en 1870 per la Universitat de Jena pel seu treball en nebuloses i cúmuls estel·lars. Aquest mateix any es va incorporar a l'Observatori Bothkamp de Kammerherrn von Bülow, uns 20 km al sud de Kiel. Aquí va emprendre les seves primeres anàlisis espectrals sobre els cossos celestes. Wilhelm Oswald Lohse es va convertir en el seu assistent.
Vogel va sortir de l'observatori en 1874 per treballar com a empleat de l'acabat de fundar Institut Leibniz d'Astrofísica de Potsdam (AOP), on es va ocupar de la planificació i engegada dels instruments de l'institut. Per exercir aquesta comesa va emprendre un viatge d'estudi al Regne Unit en l'estiu de 1875.
Des de 1882 fins a 1907 Vogel va ser director del AOP (també conegut com a Observatori de Potsdam), portant-lo en aquest període a ser l'institut capdavanter mundial en astrofísica. Hermann Carl Vogel va morir en Potsdam el 1907.

## Àrees de treball
Vogel va ser pioner en l'ús de l'espectrofotòmetre en astronomia. Va aplicar aquest instrument per analitzar químicament les atmosferes planetàries i en 1871 va ser el primer a establir el període de rotació del Sol usant l'efecte Doppler.
També és considerat l'inventor dels mesuraments fotogràfics-espectroscòpics de la velocitat radial dels estels. És possiblement més conegut per un descobriment que va fer amb aquest mètode. Vogel va descobrir que els espectres de certs estels canviaven lleugerament amb el temps, avançant cap al vermell i després cap al blau. La seva interpretació d'aquest resultat va ser que l'estel es movia acostant-se i després allunyant-se de la Terra, i que els canvis espectrals acompanyants eren el resultat de l'efecte Doppler. Aquests estels semblaven estar orbitando al voltant d'un centre de massa ocult i, per tant, eren sistemes d'estels dobles. No obstant això, en molts casos l'estrella companya no va poder ser observada usant un telescopi, per la qual cosa aquests sistemes d'estels dobles van ser designats estels binaris.
En obtenir desplaçaments Doppler periòdics en els components d'Algol, Vogel va provar, en 1889, que era un estel binari; així, Algol va ser una de les primeres binàries espectroscòpiques conegudes (i també és coneguda per ser un estel binari). (Avui dia se sap que un tercer estel gira al voltant d'aquests dos estels). En 1892 Vogel va produir dades fiables de 51 estels d'aquest tipus.
També havia fet ús de l'efecte Doppler aquí a la Terra. En 1875, va demostrar l'efecte a l'àrea acústica amb un xiulet d'una locomotora alemanya Borsig. En 1895 Hermann Carl Vogel va obtenir el reconeixement Pour le Mérite i va ser, entre uns altres, membre de les següents societats científiques:
- Gesellschaft der Wissenschaften zu Göttingen
- Acadèmia Prussiana de les Ciències, Berlín
- Reial Societat Astronòmica, Londres

## Premis
- Premi Valz de l'Acadèmia de Ciències de França (1890)[2]
- Medalla d'or de la Reial Societat Astronòmica (1893)
- Medalla Henry Draper de l'Acadèmia Nacional de Ciències dels Estats Units (1893)[3]
- Medalla Bruce (1906)

## Eponímia
- El cràter lunar Vogel.[4]
- El cràter Vogel en Mart.[5]
- L'asteroide (11762) Vogel.[6]